# ペーテルスヴァルダウ条約
ペータースヴァルダウ条約（ペータースヴァルダウじょうやく、英語: Treaty of Peterswaldau）は、1813年7月6日にペータースヴァルダウ（現ポーランド領ピエシツェ）で締結された、グレートブリテン及びアイルランド連合王国（イギリス）とロシア帝国の間の条約。
条約は第六次対仏大同盟の強化を目的としており、イギリスはロシア配下のドイツ人軍団1万人に必要な資金を提供することに同意した。